# Пумпал
Пумпалът (на английски: spinning top – „въртящ се връх“) е играчка с дундесто тяло (ниско и широко) и остър връх отдолу, проектирана да се върти по вертикалната си ос, балансираща на върха поради жироскопския ефект.
Веднъж пуснат в движение, върхът обикновено се клатушка за няколко секунди, завърта се в изправено положение за известно време, след това започва да се клати отново с нарастваща амплитуда, тъй като губи енергия (момент на импулса), и накрая спира като се преобръща настрани.
Пумпалите съществуват в много варианти и материали, главно от дървесина, метал и пластмаса, често с метален връх. Те могат да бъдат приведени в движение чрез завъртане на дръжката с пръсти, чрез издърпване на въже, навито около тялото, или чрез вграден шнек (спирално бутало).
Такива играчки се използват от древността в уединени или състезателни детски игри, където всеки играч се опитва да задържи своя пумпал възможно най-дълго или да постигне някаква друга цел. Някои пумпали имат фасетирани тела (разделени на няколко плоски страни) със символи или надписи и се използват като зарове за въвеждане на произволен принцип в игрите или за гадаене и ритуални цели.
Повсеместното разпространение на въртящите се пумпали се дължи на факта, че играчката се използва за назоваване на много живи същества като паяка Cyclosa turbinata, чието име идва от латинските корени за въртящ се пумпал.

## История

### Произход
Пумпалът е една от най-старите разпознаваеми играчки, намерени на археологически обекти. Въртящите се пумпали възникват независимо сред култури по целия свят.
Освен като играчки, пумпалите са се използвали в историята за хазарт и пророчества. Някои ролеви игри използват пумпали като допълнение към заровете при генериране на произволни резултати.
Гулд споменава кленовите семена, вида брадви celts (водещи до звукоиздаващите Rattleback), възпламеняваща бормашина (Bow drill), шпиндела (венеца на вретеното) и грънчарското колело като възможни предшественици на пумпала, за които той смята, че е изобретен или открит многократно на множество места.

## Цветова демонстрация
Пумпалът може да се използва и за демонстриране на визуални свойства, както от Джеймс Дейвид Форбс и Джеймс Клерк с „диска на Максуел“ (базиран на адитивната комбинация от три основни цвята в ъглите на триъгълник). Чрез бързо завъртане на върха, Форбс създаде илюзията за един цвят, който е смесица от първичните.
- Рисунка, 1895 г.
- Пумпал отгоре

Максуел предприема стъпка по-нататък, като използва кръглата скала около ръба, с която измерва съотношенията на предварително избраните цветове, избирайки vermilion (червен), смарагд и ултрамарин (син) цветове.

## Методи на завъртане

### Въртене с пръсти
По-малките пумпали имат късо стъбло и се привеждат в движение чрез завъртане с помощта на пръстите. Габърче (и пумпали с подобна форма), може да се завърти по същия начин, като в случая тумбестата издадена част се намира в горния край.

### Връв
Типичен модел с размер на юмрук, традиционно изработен от дърво с тъп железен връх, е предназначен да бъде пуснат в движение чрез бързо изтегляне на канап или въже, плътно навито около тялото. Въжето е най-добре да се навива започвайки близо до върха и напредвайки по разширяващото се тяло, така че напрежението на връвта да остане приблизително постоянно, докато ъгловата скорост на върха се увеличава.
Тези пумпали могат да бъдат хвърлени напред, докато здраво захванатия край на връвта се изтегля назад. Импулсът на върха напред допринася за напрежението на връвта и по този начин за крайната скорост на завъртане.

### Камшик
Алтернативно, пумпалите с размер на юмрук могат да бъдат стартирани от ръка (включително чрез връв), но след това ускорени и поддържани в движение, като се удрят многократно с малък камшик.

### Шнек
Някои по-големи модели се привеждат в движение с помощта на вграден метален шнек (спирално бутало). При тези модели (на немски: Brummkreisel) действителният пумпал може да бъде затворен в куха метална обвивка, със същата ос, но отделена от нея; така че играчката да изглежда неподвижна, но „магически“ балансирана. В механизма, спирален аксиален прът се използва за развъртане, превръщайки транслационното движение в ротационно.

### Магнитни полета
Някои съвременни пумпали се поддържат постоянно в движение чрез въртене на магнитни полета от специална земна плоча.
- Малък пумпал за въртене с пръсти
- С въже за разплитане
- Пумпал с приспособление за стартиране с връв
- Левитиращ пумпал

## Видове
Съществува голямо разнообразие от пумпали сред различни култури, както и различни игри с тях. Сред тя са:
- dreidel – четиристранен въртящ се пумпал, с който се играе по време на еврейския празник Ханука. Всяка страна на дрейдела носи буква от еврейската азбука: נ, ג, ה, ש като мнемоника за правилата на хазартна игра.
- rattleback – вид пумпал с асиметрични върхове, които имат предпочитана посока на въртене. Ако се завърти в обратна посока, става нестабилен и обръща въртенето си в предпочитаната посока.
- tippe top – вид пумпал, чийто дизайн го кара при завъртане да се обърне спонтанно, за да се завърти на тесния си ствол, първоначално сочещ нагоре
- trompo – вид пумпал, ускоряването на чието завъртане се генерира от рязкото издърпване на усукана около него връв
- жироскоп
- асиметрични – асиметрични пумпали с почти всякаква форма също могат да бъдат създадени и проектирани да балансират.[6] Пример за това е „пумпала Сакаи“, направен от тел или кламер, изобретен от японския професор по физика Такао Сакай.[7][8]
- Спинър – вид пумпал, с неподвижна част опряна на земята

- Dreidel
- Rattleback от дърво
- Rattleback
- Rattleback от огъната лъжица
- Tippe top
- Trompo – навиване на връвта
- Trompo – завъртане
- Жироскоп, монтиран на кардан
- Пумпал Сакаи
- Магнитен пумпал
- Спинър

### Поведение на пумпала
Обичайно инерциалните сили поддържат временно стабилното състояние на въртеливо движение.
При някои стилове на хвърляне горната част се хвърля с главата надолу, но първата бримка на въжето се навива около скована „глава“. След това внезапното издърпване на главата, когато струната завършва отвиването, кара въртящия се пумпал да се обърне и да кацне на върха му.

## Игри
Пумпалите са популярна играчка, която може да бъде ползвана и за по-сложни игри от целта да бъде задържано въртенето за по-дълго време.
Съществува билярдна игра, наречена „тиролска рулетка“ (на английски: Bauernroulette), при която пумпал намиращ се в тарелкоподобна форма блъска топчета в различни посоки. Тези топчета могат да попаднат в дупки, всяка от които означава определен брой точки, които трябва да бъдат присъдени на играча.
При играта виролон (на френски: Virolon) цел е пумпала да позиционира 6 топчета във вдлъбнатини (общо 12) на игралната площ с форма на чиния.
Организират се и турнири Beyblade между пумпали, на базата на манга, при които печели този, който изблъска или спре противниковия.
С помощна на връв е възможно изпълнението на акробатични номера.
- Тиролска рулетка
- Виролон
- Турнир с пумпали
- Акробатика с пумпал

## Физика
Движението на пумпала е описано от уравнения на динамиката на твърдо тяло, по-специално теорията на въртящите се твърди тела.
Поради малката контактна площ между пумпала и подлежащата повърхност и голямата инерция на въртене на тялото му, пумпълът, който се стартира на твърда повърхност, обикновено продължава да се върти в продължение на десетки секунди или повече, дори без допълнителна енергия.
Обикновено горната част първоначално се клатушка, докато триенето и въртящият момент между пумпала и подлежащата повърхност го принудят да се върти с оста стабилно и изправено. Противно на това, което понякога се предполага, дългогодишните научни изследвания (и лесни експерименти, възпроизвеждащи се от всеки) показват, че намаляването на триенето увеличава времето, необходимо за достигане на това стабилно състояние (освен ако пумпалът не е толкова небалансиран, че падне преди да го достигне). След завъртане в изправено положение (в така наречената позиция „заспиване“) за продължителен период, ъгловият импулс постепенно ще намалява (главно поради триенето), което води до все по-голяма прецесия, като накрая пумпалът се накланя и се търкаля на известно разстояние настрани. В периода на „сън“ и само в него, при условие че някога е достигнато, по-малко триене означава по-дълго време на „сън“ (откъдето често срещаната грешка, че по-малкото триене предполага по-дълго глобално време на въртене).
Общото време на въртене на пумпала обикновено се увеличава чрез увеличаване на неговия момент на инерция и намаляване на центъра на тежестта. Тези променливи обаче са ограничени от необходимостта да се предотврати докосването на тялото до земята.

## Състезания
Има редица официални състезания за най-добро въртене на пумпал, като Националното първенство на САЩ в Чико, Калифорния и на Световното първенство в Орландо, Флорида.

## В популярната култура
Историята на Жан Шепърд „Scut Farkas and the Murderous Mariah“ се върти около въртенето в измисления американски град Хохман, Индиана от ерата на депресията.
„Пумпалът“ е кратка история на писателя Франц Кафка.
Пумпалът е фокусен елемент и метафизичен символ във филма Генезис, режисиран от Кристофър Нолан и с участието на Леонардо Ди Каприо. В последния кадър камерата се премества над въртящия се пумпал точно преди да изглежда, че ще се заклати.
- „Дете с пумпал“, худ. Даниел Чодовицки, ок. 1735 г.
- Рисунка от Даниел Чодовицки, 1774 г.
- Паметник пумпал в Холандия